# A8-as autópálya (Ausztria)
Az A8-as autópálya (németül: Innkreis Autobahn) egy autópálya Ausztriában. Összeköttetést biztosít az A1-es és az A9-es autópálya csomópontja és a német határ között.
Az autópálya utolsó szakaszát 2003-ban építették.

## Galéria

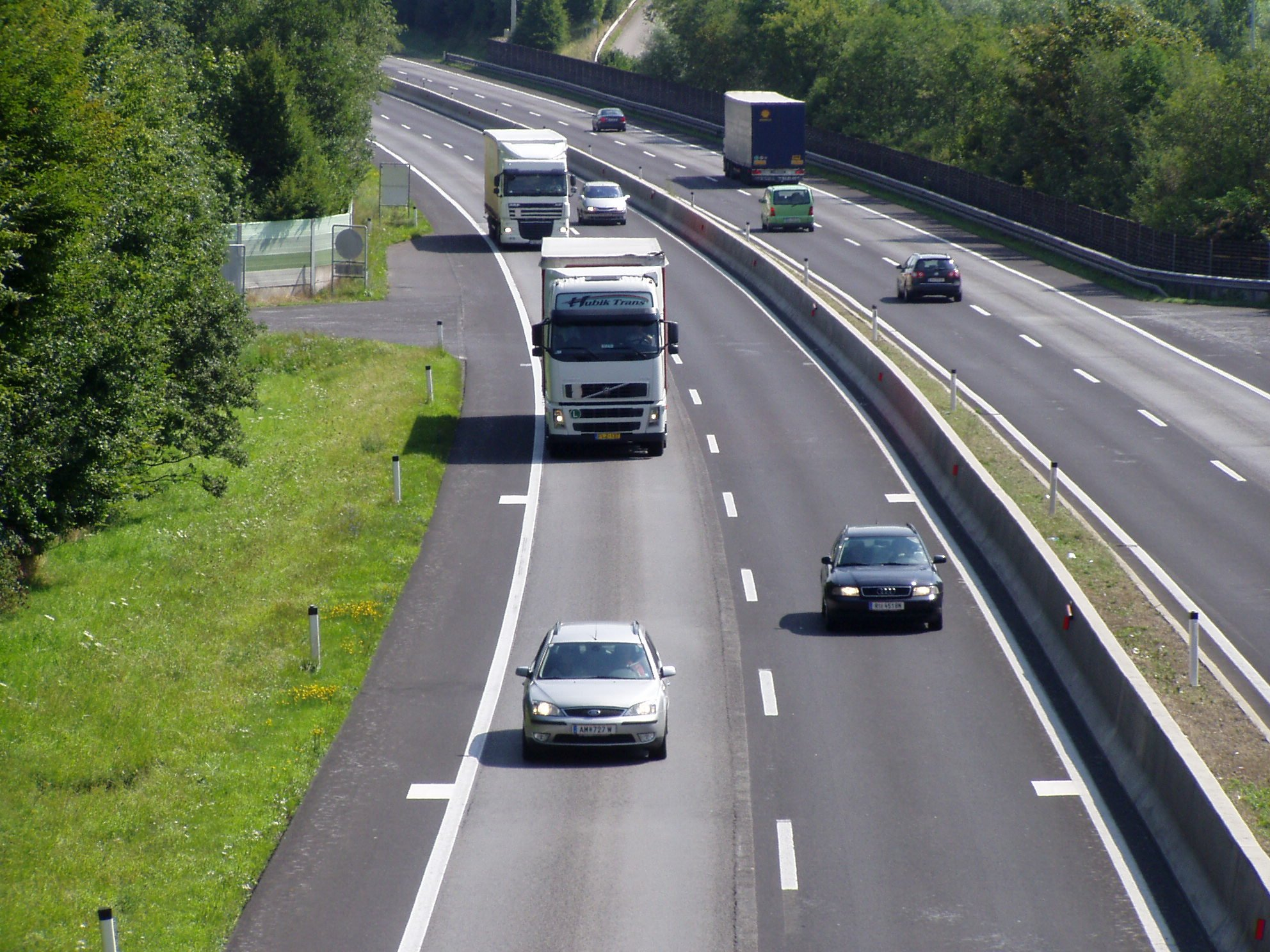
Az A8-as autópálya Pichl közelében

## Fordítás
- Ez a szócikk részben vagy egészben az Innkreis Autobahn című német Wikipédia-szócikk fordításán alapul.  Az eredeti cikk szerkesztőit annak laptörténete sorolja fel. Ez a jelzés csupán a megfogalmazás eredetét és a szerzői jogokat jelzi, nem szolgál a cikkben szereplő információk forrásmegjelöléseként.